# Mazères-sur-Salat
Mazères-sur-Salat ist eine französische Gemeinde mit 631 Einwohnern (Stand: 1. Januar 2022) im Département Haute-Garonne in der Region Okzitanien; sie gehört zum Arrondissement Saint-Gaudens und zum 2016 gegründeten Gemeindeverband Cagire Garonne Salat. Die Einwohner werden Mazériens genannt.

## Geografie
Mazères-sur-Salat liegt in der Hochgebirgslandschaft der mittleren Pyrenäen im Süden der historischen Provinz Comminges, etwa 20 Kilometer ostnordöstlich von Saint-Gaudens und etwa 30 Kilometer von der Grenze zu Spanien entfernt, am Fluss Salat, der die Gemeinde im Osten begrenzt. Umgeben wird Mazères-sur-Salat von den Nachbargemeinden Roquefort-sur-Garonne im Norden und Nordosten, Cassagne im Osten, Salies-du-Salat im Süden, Montsaunès im Südwesten sowie Saint-Martory im Westen.

## Bevölkerungsentwicklung
| Jahr                      | 1846 | 1962 | 1968 | 1975 | 1982 | 1990 | 1999 | 2006 | 2011 | 2016 |
| Einwohner                 | 460  | 721  | 770  | 660  | 642  | 590  | 584  | 595  | 582  | 601  |
| Quelle: Cassini und INSEE |      |      |      |      |      |      |      |      |      |      |

## Sehenswürdigkeiten
Siehe auch: Liste der Monuments historiques in Mazères-sur-Salat
- Kirche Saint-Christophe
- Kapelle Sainte-Matrone aus dem 12. Jahrhundert
- Papeterie-Museum

## Persönlichkeiten
- Marcel Loubens (1923–1952), Höhlenkundler
- Jean-Louis Idiart (* 1950), Politiker und Bürgermeister von Mazères-sur-Salat (1977–2001)